# スピーク・ライク・ア・チャイルド (曲)
「スピーク・ライク・ア・チャイルド」（Speak Like a Child）は、スタイル・カウンシルが1983年に発表したデビュー・シングル。

## 概要
1982年暮れにポール・ウェラーはキーボディストのミック・タルボットと新しいグループ、スタイル・カウンシルを結成。翌1983年3月12日に最初のシングルとして「スピーク・ライク・ア・チャイルド」を発表した。B面は「パーティー・チェンバース」。A面もB面もウェラーが単独で作詞作曲した。ザ・ジャムの1982年11月のシングル「Beat Surrender」にバッキング・ボーカルとして参加したトレイシー・ヤングが、続いて本作品にも参加している。
全英シングルチャートで4位、オーストリアで29位を記録した。
1983年にオーストラリア、ニュージーランド、カナダ、アメリカ合衆国、日本などで発売されたミニ・アルバム『スピーク・ライク・ア・チャイルド (Introducing The Style Council)』に収録された。

## チャート
| チャート（1983年）               | 最高位 |
| -------------------------------- | ------ |
| イギリス（全英シングルチャート） | 4      |